# Alquerubim
Alquerubim es una freguesia portuguesa del concelho de Albergaria-a-Velha, con 15,36 km² de área y 2 381 habitantes (2001). Densidad de población: 155 hab/km².